# Alaska
|  | Per a altres significats, vegeu «Alaska (desambiguació)». |

Alaska és un estat dels Estats Units d'Amèrica, el 49è admès a la Unió. És situat a l'extrem nord-oest del continent americà, amb capital a Juneau, separat de la resta dels 48 estats pel Canadà (l'altre estat aïllat és Hawaii). Envoltat pels oceans Àrtic i Pacífic, fa frontera amb el territori canadenc del Yukon a l'est i amb la Colúmbia Britànica al sud-est i es troba separat de Rússia per l'estret de Bering. És l'estat més gran de la Unió nord-americana per extensió, el tercer menys poblat i el de menys densitat d'habitants per quilòmetre quadrat de tots els Estats Units. Fou una possessió de l'Imperi Rus fins al 1867, any en què fou comprada per 7 milions de dòlars, equivalent a 125 milions del 2017. Fou admès a la Unió nord-americana com a 49è estat el 3 de gener del 1959.

## Història
Els primers pobladors d'Alaska van ser grups humans que provenien de l'Àsia i que van travessar el Pont de Beríngia i van arribar al que actualment és l'oest de la península d'Alaska. La majoria dels pobles "nadius americans", si no tots, provenen de gent que va traspassar l'estret de Bering abans d'emigrar cap al sud del continent. El primer contacte dels habitants de la regió amb exploradors europeus va ser quan hi van arribar exploradors russos, que van contactar amb el poble inuit i altres pobles nadius.
El nom d'"Alaska" prové de la paraula aleutiana alaxsxaq, que significa literalment "l'objecte contra el qual s'adreça l'acció de la mar".

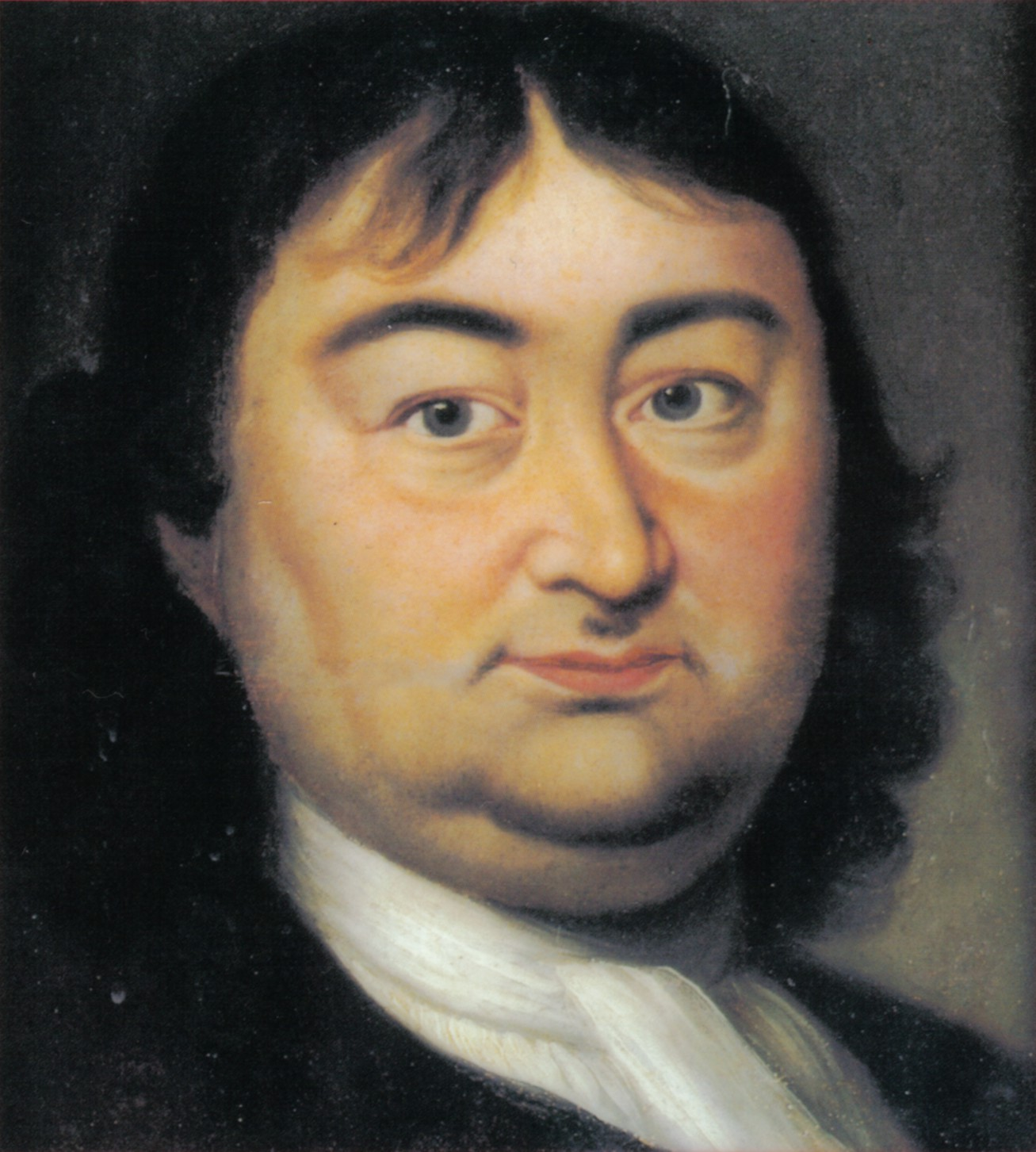
Vitus Bering

La major part de la història documentada d'Alaska prové de la colonització europea, començant pel navegant danès al servei de l'Armada Russa, Vitus Bering, que va arribar a Alaska a bord del Sant Pere en el transcurs de la Segona expedició a Kamtxatka. No obstant això, el primer europeu que va arribar a les costes de la regió va ser el rus Aleksei Txírikov, que navegava en l'expedició de Bering comandant el Sant Pau; el 15 de juliol del 1741 va tocar terra al lloc on avui hi ha la ciutat de Sitka. La Companyia Russo-Americana aviat en va començar la colonització de la costa i en els anys 1790 ja hi havia assentaments a la regió. La principal activitat a la zona era la caça de llúdrigues, encara que la colònia no va ser mai rendible a causa de l'elevat cost dels vaixells necessaris. Malgrat que d'entrada el contacte amb els nadius va ser cordial, aviat es van produir enfrontaments violents que, units a les malalties transmeses pels europeus, van exterminar quatre cinquenes parts de la població nativa. El primer assentament permanent rus s'hi va establir el 1784, quan Grigori Ivànovitx Xélikhov va fundar una colònia a l'illa Kodiak, a la badia Three Saints. El 1790, Xélikhov llogava els drets de caça a Alexander Baranov, que va traslladar la colònia a l'actual ciutat de Kodiak, tot i que veient la possible arribada d'exploradors i caçadors europeus, va portar la capital a Nou Arcàngel, que amb el temps seria la ciutat de Sitka. El 24 de setembre de 1794 van arribar a l'Illa Kodiak vuit monjos ortodoxos, dirigits per l'arximandrita Ioasef. Tenien la missió d'evangelitzar els indígenes i expandir el cristianisme ortodox, la religió oficial a Rússia.

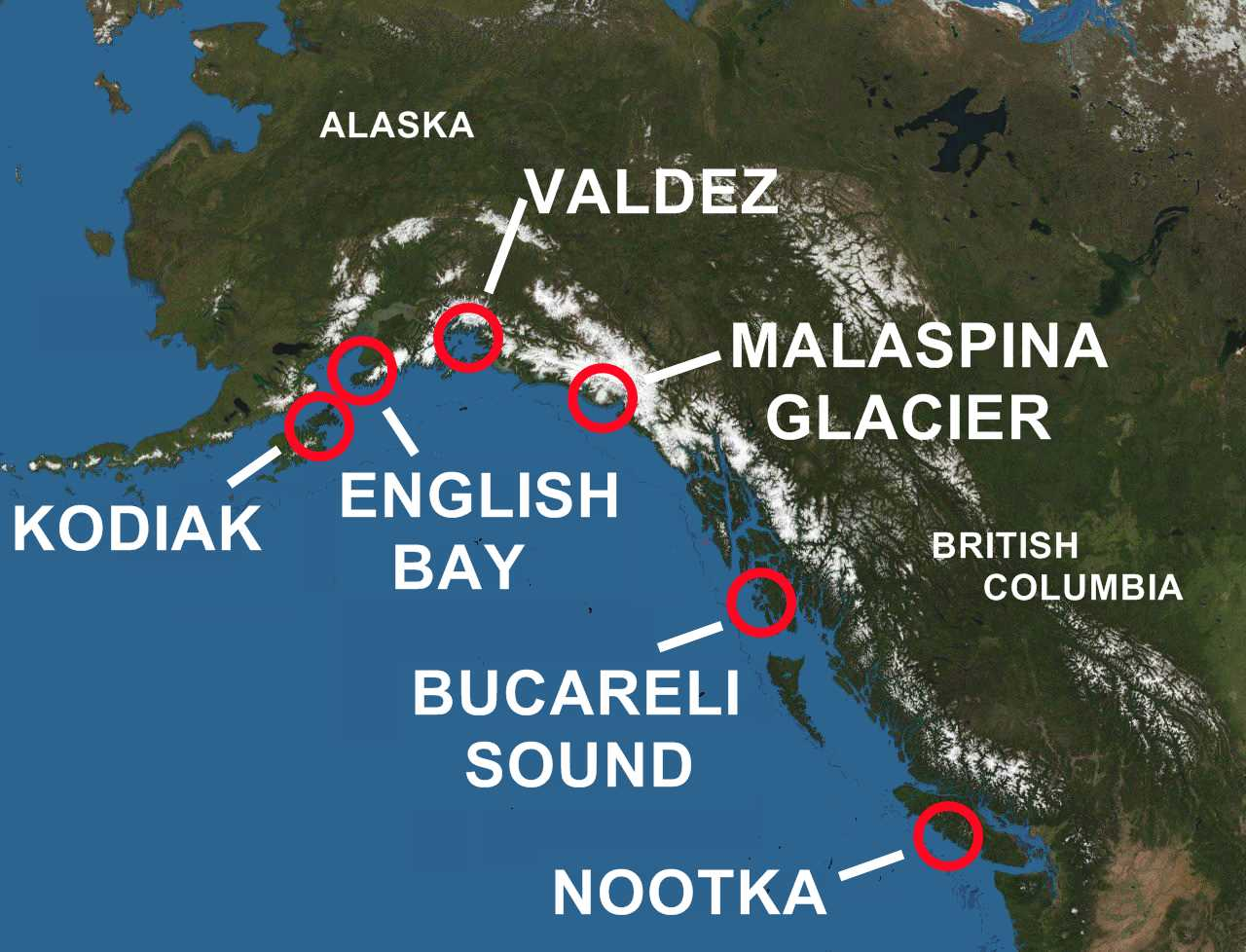
Zones explorades per Espanya

Els espanyols van reclamar els drets que la butlla Inter Caetera els donava sobre la costa oest d'Amèrica del Nord, que incloïa Alaska. El rei Carles III d'Espanya va organitzar diverses expedicions a la regió per intentar de colonitzar-la. Les expedicions de Bruno de Heceta i d'Alejandro Malaspina han deixat alguns topònims a la regió, com la Glacera de Malaspina o la ciutat de Valdez. També els britànics, seguint l'exemple de la corona espanyola, van enviar exploracions a la zona, com les de James Cook o George Vancouver.
El 1799, Nikolai Petróvitx Rezanov va comprar els drets d'explotació de les pells al tsar Pau I de Rússia i va crear la Companyia Russo-Americana (en rus: Русско-американская компания). La sobreexplotació del territori va portar a un enfrontament entre els colons i els nadius, l'esdeveniment més destacat del qual fou la batalla de Sitka del 1804.
El 1867, el secretari d'Estat nord-americà William H. Seward va comprar Alaska a Rússia per 7,2 milions de dòlars nord-americans. La manca d'efectiu de Rússia i el desig que Alaska no caigués en mans britàniques van impulsar Rússia a vendre el territori als Estats Units després del fracàs en la Guerra de Crimea. La compra es va fer efectiva el 18 d'octubre del 1867, avui recordat com el Dia d'Alaska. Encara que la compra va rebre dures crítiques en el moment de fer-se, finalment es va veure que era un negoci molt avantatjós gràcies al descobriment d'or a Yukon. En la dècada de 1890, els territoris d'Alaska i Yukon van patir una explotació de les mines a causa de la febre d'or, coneguda com a febre d'or de Klondike, nom del principal jaciment; les mines es continuaren explotant tot i que les reserves auríferes disminuïren. Els principals assentaments es van establir a Juneau, Nome i Fairbanks.

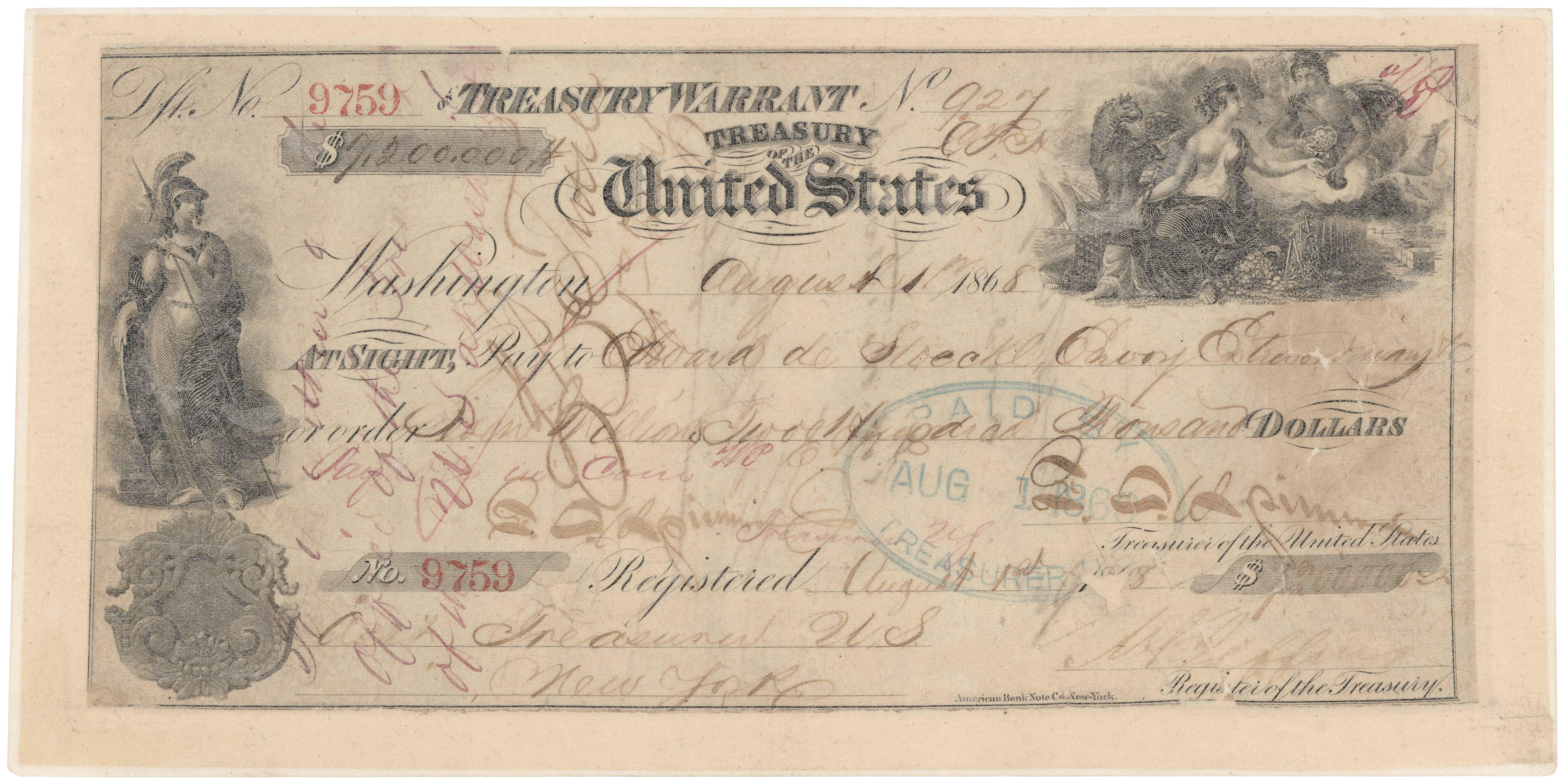
Xec utilitzat per la compra d'Alaska

En els primers temps de dominació nord-americana, l'exèrcit, la marina i el servei de duanes es van fer càrrec del control de la regió, però l'arribada de colons va obligar a canviar el sistema d'administració. El 1884 s'hi va nomenar un governador i el 1906 se'n va escollir un representant al Congrés dels Estats Units, encara que sense dret de vot. Ja el 1912, es va declarar Alaska com un Territori dels Estats Units, amb un congrés i un govern propis, i amb capital a Juneau, en detriment de Sitka, que havia estat la capital de l'Alaska russa. Durant la Segona Guerra Mundial, Alaska va ser escenari de la batalla de les Illes Aleutianes entre les tropes aliades i el Japó, i durant el conflicte se'n van millorar les infraestructures per facilitar la defensa del territori, com fou la construcció de l'autopista Alcan. Després del final de la Segona Guerra Mundial, al començament de la Guerra Freda es va acceptar l'entrada d'Alaska a la Unió. El president dels Estats Units, Dwight David Eisenhower va signar el 7 de juliol del 1958 l'Acta estatal d'Alaska (en anglès, Alaska Statehood Act), que va obrir el camí perquè el 3 de gener del 1959, Alaska es convertís en l'estat 49 de la unió.
El 27 de març del 1964, Divendres Sant, Alaska va patir els efectes d'un terratrèmol (anomenat "Terratrèmol de Divendres Sant") de 8,5 graus de magnitud en l'escala de Richter, que va posar fi a la vida de 131 persones i va arrasar moltes poblacions de la regió. El 1968 es va trobar petroli a la regió, i després de la construcció de l'oleoducte Transalaskià (Trans Alaskan Pipeline) el 1977, els ingressos provinents de l'explotació dels pous petrolífers van contribuir a què la població es restablís, ja que es reconstruïren i milloraren les infraestructures. El 1989 s'hi va esdevenir una nova catàstrofe en encallar el petrolier Exxon Valdez a l'estret del Príncep Guillem i abocar a la mar entre 42.000 i 130.000 metres cúbics de cru, cosa que en va afectar uns 1.600 km de costa. Amb data del 2007, més de la meitat del territori de l'estat és propietat del Govern Federal i l'explotació de les reserves de petroli en el territori encara no ha estat posada en pràctica. Això és tema de debat, ja que el Refugi Nacional de vida salvatge a l'Àrtida podria veure's afectat.

## Geografia
El territori és constituït per tres regions naturals, ben diferenciades, esteses de S a N: la costa meridional, els altiplans de l'interior i el cinturó àrtic. Entre la costa pacífica i la frontera canadenca s'estén en una franja d'uns 20 km d'amplada (Panhandle, 'mànec de paella'), retallada per fiords i amb nombroses illes (arxipèlag Alexander), constituïda per massissos primaris i secundaris aplanats per l'erosió glacial, prolongació dels de la Colúmbia Britànica.
Passat el Lynn Canal, el relleu s'eleva tot al llarg de l'encorbament del golf d'Alaska (Muntanyes Wrangell, Muntanyes Chugach) i culmina en l'Alaska Range (mont McKinley, 6.194 m). És una regió que ha sofert moviments bruscs de terreny, i en són prova la depressió estructural del riu Copper, el massís dels Wrangell i els horsts dels monts Talkeetna.
La península d'Alaska és una àrea de gran activitat tectònica i volcànica (Valley of Ten Thousand Smokes), especialment a les illes Aleutianes.

## Població
Vegeu també: llista de municipis d'Alaska, Afroamericans a Alaska
La població és formada bàsicament per immigrants (prop del 80% el 1980), i es concentra a la costa del Pacífic. Els nuclis principals de població són Anchorage, Fairbanks, Juneau (capital de l'estat) i Ketchikan.
|
Segons el cens dels EUA del 2000, el 60,7% de la població era blanca anglosaxona, el 3,5% era afroamericana, el 4,1% eren hispans i hi havia 126.373 amerindis (20,15% de la població). Per tribus, hi havia 47.761 inuit, repartits entre yupik (22.671), inupiat (17.046) i altres grups; la resta són atabascans d'Alaska (14.546), tlingit (10.518), aleuts (10.341) haida (2.005), tsimshian (1.958), eyaks (334), cherokees (3.213) i altres tribus.
Quant a les llengües més parlades a l'estat, aquestes són, segons el cens del 2000, l'anglès (496.982 parlants, 85,72%), llengües autòctones (30.121 parlants, el 5,2%, dels quals 15.450 parlen llengües inuit, 300 aleut, 500 tlingit, 15 haida, 75 tsimshian, 300 Gwich'in, 300 koyukon, 75 dena'ina, 80 ahtna), castellà (16.674 parlants,el 2,88%), tagàlog (8.934 parlants, l'1,54%), coreà (4.369 parlants, el 0,75%), alemany (3.572 parlants, el 0,62%), rus (2.952 parlants, el 0,51%), parles del Pacífic (2.591 parlants, el 0,45%), francès (2.197 parlants, el 0,31%), japonès (1.392 parlants, el 0,24%), xinès (1.295 parlants, el 0,22%), laosià (1.137 parlants, el 0,20%), vietnamita (756 parlants), i thai (742 parlants).

### Religió

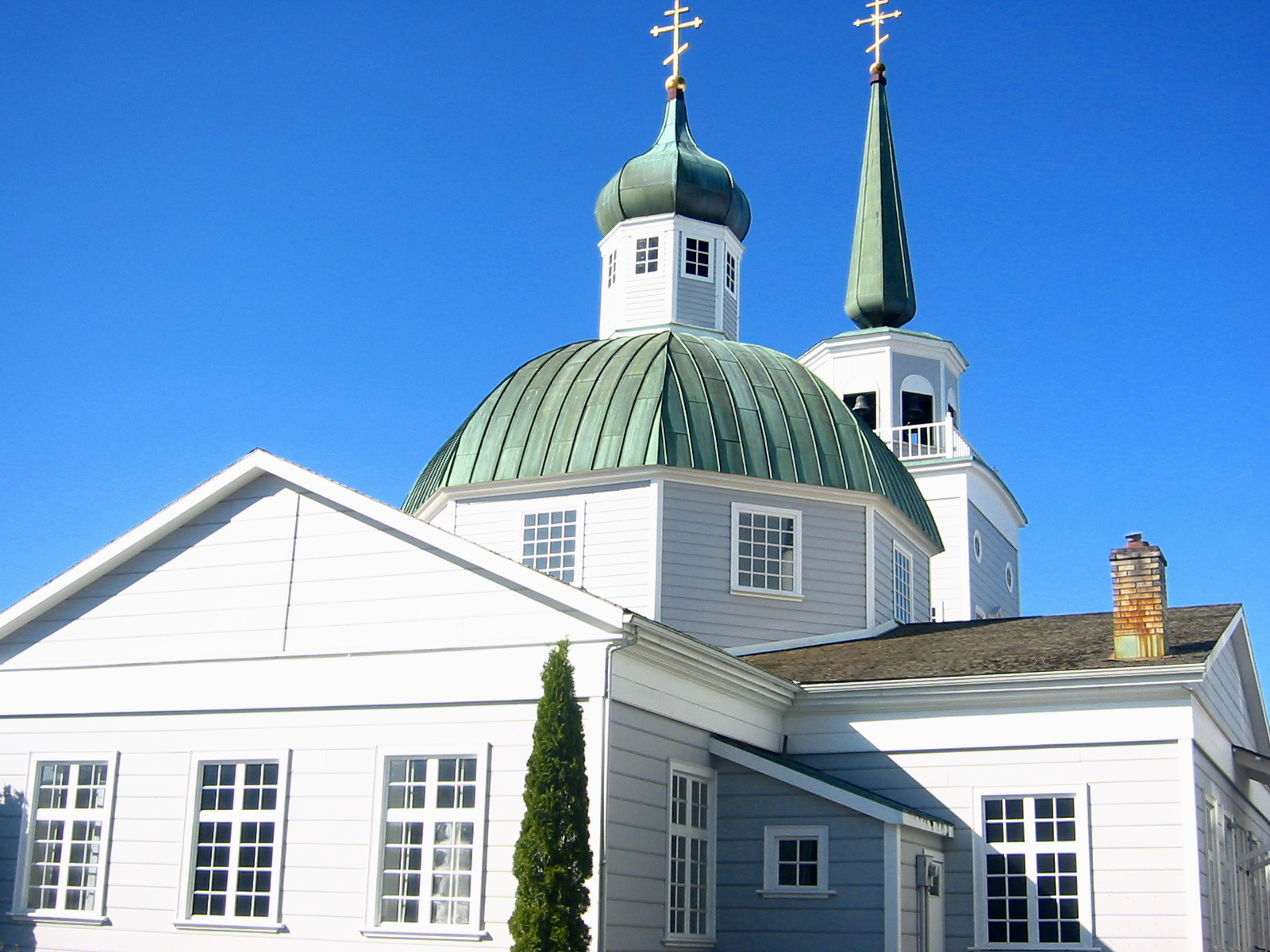
Església ortodoxa a Sitka

Una particularitat de la religió a Alaska és la presència de l'Església Ortodoxa. L'Església ortodoxa penetrà a Alaska quan aquesta era colònia russa, descoberta per navegants russos el 1741. Es va fundar molt aviat una companyia russa per al comerç i exportació de pells fines, molt abundants en tota la regió. Els russos es van establir sobretot a la cadena de les Aleutianes i a l'illa de Kodiak. El cap Txirikov, home devot, segons sembla, va demanar missioners a l'emperadriu Caterina II, que s'encarreguessin dels colons russos en primer lloc, i atenguessin després l'evangelització dels nadius, sobretot indis aleutes i esquimals del Nord de la península. El Sant Sínode de l'Església Russa va aprovar la proposició i va enviar la primera expedició missionera al comandament de l'arximandrita Joasaf Bolotov; eren deu homes en total: sis sacerdots, dos diaques i dos monjos. Arribaren a Kodiak el 24 de setembre del 1794. El 1860, 7 anys abans de la venda d'Alaska per Rússia als Estats Units, els ortodoxos a Alaska arribaven als 12.000 fidels, aproximadament.
- Cristians - 69,0% 
  - Protestants-47.0% 
    - Evangèlics protestants - 26,0%
    - Protestants històrics - 19,0%
    - Protestants negres - 2,0%

  - Catòlics - 14,0%
  - Ortodoxos - 13,0%
  - Mormons - 4,0%
  - Testimonis de Jehovà - <0,5%
  - Altres Cristians - <0,5%
- Jueus - <0,5%
- Budistes - <0,5%
- Musulmans - 1,0%
- Brahmans - <0,5%

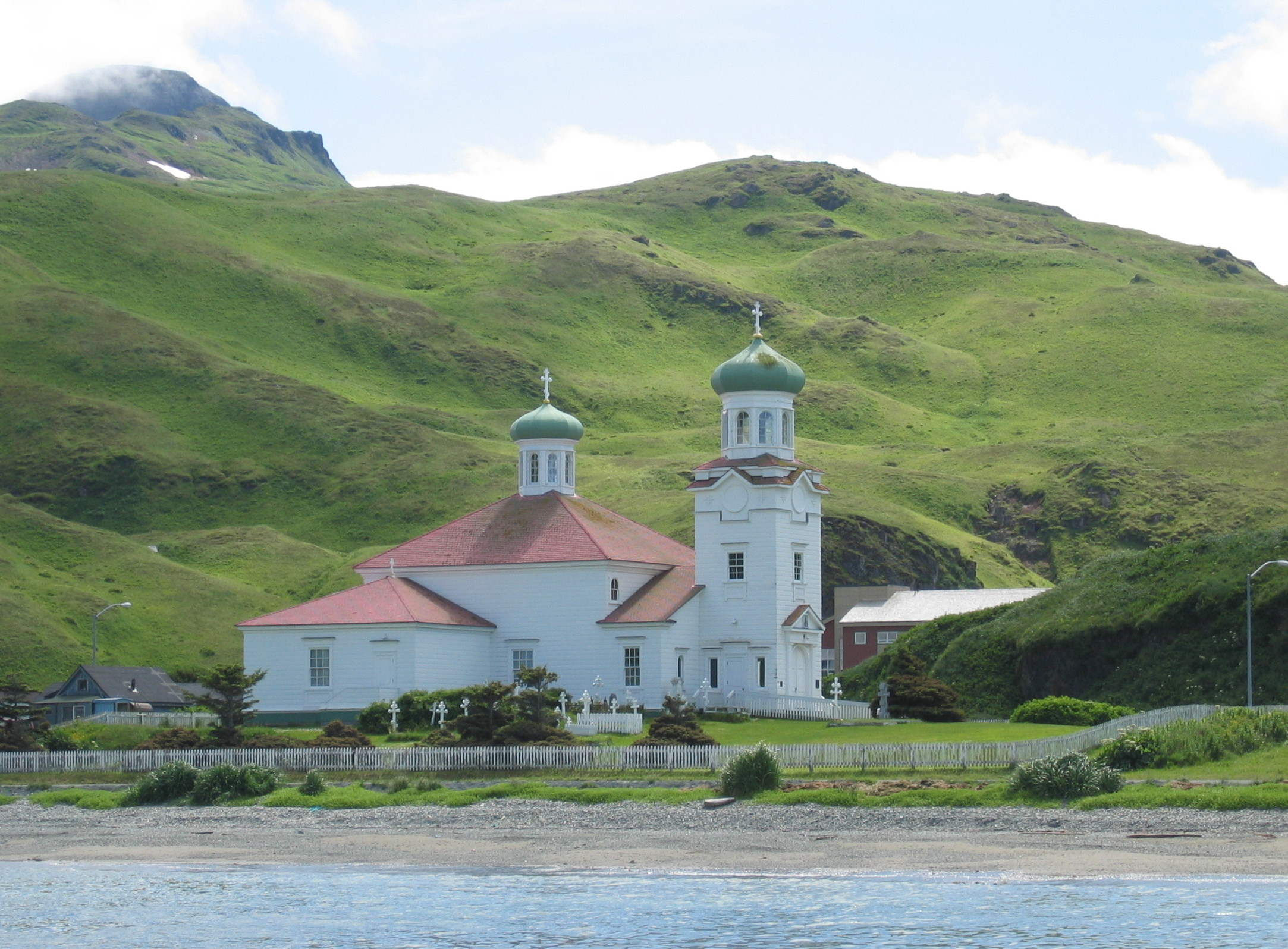
L'església de la Santa Ascensió d'Unalaska va ser la primera església construïda d'Alaska i va ser construïda quan Alaska formava de l'Imperi Rus

- Altres religions mundials - <0,5%
- Altres creences - 2,0%
- Sense afiliació - 27,0%

## Economia

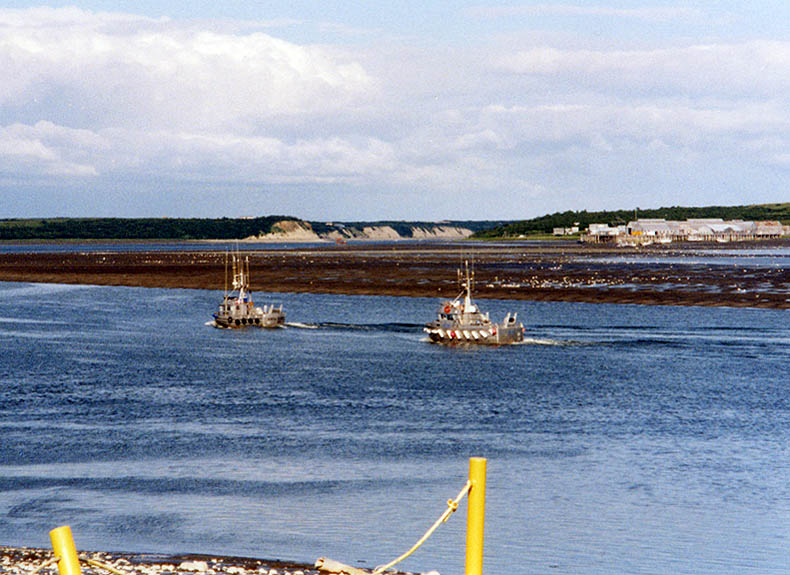
Pesquers de salmó al riu Naknek

Els recursos econòmics tradicionals són la pesca (salmó, bacallà, halibut, areng), la transformació del peix (conserves, saladures) i el comerç de les pells. La fusta i els seus derivats constitueixen un altre recurs important, sobretot a la costa sud-oriental del Pacífic (Ketchikan, Sitka). L'agricultura (cereals, farratge, a l'interior del país) és poc desenvolupada. És important, en canvi, l'explotació forestal. La tradicional riquesa de l'estat en forma de recursos miners (or, coure, zinc, carbó, plata, etc.) ocupa actualment una posició secundària a causa de l'exhauriment de molts dels jaciments (bé que actualment hom ha reprès les prospeccions a la costa S i a l'Àrtida) i, sobretot, a causa de l'auge assolit des dels anys cinquanta per l'extracció de petroli i, posteriorment, de gas natural, recursos que han esdevingut la principal riquesa d'Alaska. El petroli és explotat a la península de Kenai i a la de Prudhoe Bay, a la costa àrtica; des del 1977 un oleoducte de 1300 km (Trans-Alaska Pipeline) uneix Prudhoe Bay amb el port de Valdez, a l'oceà Pacífic. Els darrers anys, el turisme ha esdevingut una font d'ingressos important.

## Divisió política
Vegeu també Llista de boroughs i àrees censals d'Alaska
L'estat d'Alaska no està dividit en comtats com els altres restants estats, a excepció de Louisiana que es divideix en parròquies, sinó que es divideix en "boroughs organitzats". La majoria de les ciutats més poblades d'Alaska formen part d'algun dels setze boroughs organitzats, i que funcionen de manera similar als comtats dels altres estats. No obstant això, a diferència del que passa als altres estats, els boroughs organitzats no cobreixen la totalitat de la superfície d'Alaska i la resta de l'estat és conegut com el borough no organitzat.
Per completar el cens de 1970, l'Oficina del Cens dels Estats Units, en cooperació amb l'estat d'Alaska, va dividir la gran porció anomenada borough no organitzat en un total d'onze àrees censals, i cadascuna d'elles corresponia a un districte electoral. No obstant això, aquestes àrees varen ser definides únicament amb finalitats d'anàlisi estadística i no tenen representació administrativa pròpia. L'Oficina del Cens tracta als boroughs organitzats i les àrees censals de manera equivalent al nivell dels comtats dels altres estats.
Algunes zones del borough no organitzat reben certs serveis públics directament del govern de l'estat d'Alaska, i generalment estan relacionats amb les forces d'ordre públic i amb el finançament per a educació.
A Alaska hi ha cinc ciutats-borough consolidades, que són similars a les ciutats-comtat consolidades dels altres estats. Són les ciutats i boroughs de Juneau, Haines, Sitka, Yakutat, així com la ciutat més gran de l'estat, Anchorage, encara que el seu nom legal és el de Municipalitat d'Anchorage.

## Art i cultura
L'educació pública a Alaska va estar pràcticament desatesa després de la compra d'aquesta pels Estats Units fins que, el 1877, es va crear la primera escola primària. El 1878 es va establir la primera institució d'educació superior, el Sheldon Jackson College, a Sitka. Més tard, es van crear altres centres educatius, com l'Escola d'Agricultura i el Col·legi de Mines, a Fairbanks (1923). Aquesta institució va ser el nucli de la futura Universitat d'Alaska, fundada el 1935; des de llavors, s'ha centrat en els estudis de ciències i d'enginyeria, i avui és un dels pocs centres de recerca especialitzats en l'oceà Àrtic. Un altre centre d'estudis superiors destacat d'aquest estat és la Universitat Alaska Pacific.
Alaska compta amb nombroses biblioteques que reuneixen importants fons per a la investigació local. Entre elles, destaquen la Biblioteca de l'Estat, a Juneau, i la Biblioteca Rasmussen, a Fairbanks. L'estat disposa d'interessants museus, com el Sheldom Jackson, a Sitka, amb fons sobre història i cultura dels nadius, o el Museu Baranov, a Kodiak, dedicat a la Companyia Russoamericana.
A Alaska es realitzen nombrosos festivals de música i teatre, molts d'ells organitzats pel Consell d'Humanitats d'Alaska. Aquests festivals promouen la representació d'històries i tradicions locals, com l'obra titulada Cry of the Wild Man, els balls d'origen rus de Sitka, o la música dels violinistes de la vall del Yukon.
També són populars altres tipus de festivals i tradicions, com les curses de trineus arrossegats per gossos (que se celebren entre Fairbanks i Whitehorse, al Canadà, i entre Nome i Anchorage), l'Olimpíada Índia-Esquimal, o el Festival Rus Kodiak.

## Àrees protegides nacionals a Alaska
- Riu Salvatge Alagnak[6]
- Monument Nacional d'Aniakchak[7]
- Reserva Nacional d'Aniakchak[7]
- Reserva Nacional del Pont Terrestre de Bering[8]
- Monument Nacional del Cap de Krusenstern[9]
- Parc Nacional de Denali[10]
- Reserva Nacional de Denali[10]
- Parc Nacional de les Portes de l'Àrtida[10]
- Reserva Nacional de les Portes de l'Àrtida[10]
- Parc Nacional de la Badia de les Glaceres[11]
- Reserva Nacional de la Badia de les Glaceres[11]
- Parc Nacional de Katmai[12]
- Reserva Nacional de Katmai[12]
- Parc Nacional dels Fiords de Kenai[13]
- Parc Històric Nacional de la Febre de l'Or de Klondike (parcial)[14]
- Parc Nacional de la Vall de Kobuk[15]
- Parc Nacional del Llac Clark[16]
- Reserva Nacional del Llac Clark[16]
- Reserva Nacional del Noatak[17]
- Parc Històric Nacional de Sitka[18]
- Monument Nacional del Valor al Pacífic durant la Segona Guerra Mundial (parcial)[19]
- Parc Nacional de Wrangell-Sant Elies[20]
- Reserva Nacional de Wrangell-Sant Elies[20]
- Reserva Nacional dels Rius Yukon-Charley[21]